# Rotkäppchen-Mumm Sektkellereien
Die Unternehmensgruppe Rotkäppchen-Mumm Sektkellereien GmbH mit Sitz in Freyburg (Unstrut) ist sowohl als Hersteller als auch als Distributor in den Lebensmittelkategorien Schaumwein, Wein und Spirituosen tätig. Als Gruppe sind die Rotkäppchen-Mumm Sektkellereien Marktführer in den Kategorien Schaumwein, Markenwein und Spirituosen in Deutschland.

## Konzernentwicklung

Altes Rotkäppchen-Mumm-Logo

Die Geschichte der Rotkäppchen-Mumm Sektkellereien beginnt am 16. Januar 2002: Mit einem Marktanteil von ca. 15 Prozent in Deutschland kaufte die in Freyburg (Unstrut) ansässige Rotkäppchen Sektkellerei die Marken Mumm, Jules Mumm und MM Extra sowie die zugehörigen Sektkellereien in Eltville am Rhein und Hochheim am Main von dem kanadischen Konzern Seagram.
Bereits ein Jahr später folgte der Zukauf der Geldermann Privatsektkellereien (Breisach am Rhein) und damit verbunden der Einstieg ins Schaumwein-Premiumsegment. Am 21. Dezember 2005 kauft man die Marke Kloss & Foerster – Name der Firma, die seit 1894 Sekt unter dem Namen Rotkäppchen herstellte – zurück. 2006 wurde die im Besitz der Rotkäppchen-Mehrheits-Eigentümer, der Familie Eckes-Chantré, befindliche Eckes Spirituosen & Wein GmbH an Rotkäppchen-Mumm verkauft, so dass seit dem 1. Januar 2007 auch die Firma Nordbrand Nordhausen – seit dem 23. Mai 1991 hundertprozentige Tochter der Eckes AG – zu den Rotkäppchen-Mumm Sektkellereien gehört. Die französische Weinmarke Blanchet kaufte Rotkäppchen-Mumm im November 2009 von der Mainzer Racke GmbH & Co. KG.
2017 wurde der Proseccohersteller Ruggeri in Valdobbiadene (Italien) gekauft, im selben Jahr gründete Rotkäppchen-Mumm gemeinsam mit dem Haus Baden das Joint Venture „Markgräflich Badisches Weinhaus“. 2018 erfolgte die Übernahme des traditionsreichen Importhandelshauses für Spirituosen und Weine, Eggers & Franke in Bremen, und damit der Einstieg ins Distributionsgeschäft.

## Eigentümerstruktur
58 Prozent des Konzerns gehören der Familie Eckes-Chantré, 42 Prozent den Gesellschaftern Gunter Heise (Vorsitzender des Beirats, bis 2013 Sprecher der Geschäftsführung), Jutta Polomski (bis 2007 Mitglied der Geschäftsführung,) Lutz Lange und Ulrich Wiegel, die die Firma 1993 im Rahmen eines Management-Buy-out zusammen mit Harald Eckes-Chantré und seinen Töchtern Petra Roller und Christina Oelbermann von der Treuhandanstalt gekauft hatten.

## Standorte
Durch die Übernahme der verschiedenen Firmen verfügt Rotkäppchen-Mumm über Standorte in Sachsen-Anhalt, Hessen, Thüringen, Baden-Württemberg, Bremen und im Veneto (Italien).
| Standort           | Firma                                          | Marken | Marken                                                 |
| ------------------ | ---------------------------------------------- | ------ | ------------------------------------------------------ |
| Freyburg (Unstrut) | Rotkäppchen Sektkellerei GmbH                  |        | Rotkäppchen Sekt Mocca Perle Rotkäppchen Qualitätswein |
| Eltville am Rhein  | Matheus Müller Sektkellereien GmbH             |        | Mumm MM Extra                                          |
| Eltville am Rhein  | Blanchet GmbH                                  |        | Blanchet                                               |
| Eltville am Rhein  | Chantré & Cie. GmbH                            |        | Chantré Collection de Chantré                          |
| Hochheim am Main   | Godefroy H. von Mumm & Co. Sektkellereien GmbH |        | Mumm Sekt Jules Mumm                                   |
| Nordhausen am Harz | Echter Nordhäuser Spirituosen GmbH             |        | Echter Nordhäuser Eckes Edelkirsch Mariacron Zinn 40   |
| Nordhausen am Harz | Nordbrand Nordhausen GmbH                      |        | Goldbrand Goldkrone Goldene Aue Nordgold               |
| Breisach am Rhein  | Geldermann Privatsektkellerei GmbH             |        | Geldermann                                             |
| Bremen             | Eggers & Franke                                |        |                                                        |
| Salem              | Markgräflich Badisches Weinhaus                |        | Elfhundertzwölf (1112) Markgraf von Baden              |
| Wien               | Eggers & Franke Österreich                     |        |                                                        |
| Valdobbiadene      | Ruggeri & C. Srl                               |        | Ruggeri Prosecco di Valdobbiadene                      |

Anmerkungen
1. ↑  das Sortiment der Marke Blanchet konzentriert sich auf französische Weine
2. ↑  von Ludwig Eckes 1953 eingeführt und nach dem Geburtsnamen seiner Ehefrau Marianne Chantré benannt
3. ↑  erstmals 1931 vertrieben von der 1857 gegründeten Weinbrennerei Peter Eckes in Nieder-Olm
4. ↑  hervorgegangen aus der ehemaligen Klosterbrennerei in Oppenheim

## Gesamtabsatz und Gesamtumsatz

### 2024
Im Jahr 2024 verzeichnete das Unternehmen einen Gesamtumsatz von 1,28 Milliarden Euro, aufgeteilt auf drei Bereiche:
| Bereich     | Umsatz               |
| ----------- | -------------------- |
| Schaumwein  | 1.647 Millionen Euro |
| Wein        | 1.268 Millionen Euro |
| Spirituosen | 1.365 Millionen Euro |
| Gesamt      | 1,28 Milliarden Euro |

Anmerkungen
1. ↑  Sekt und Wein werden auf 0,75-Liter-Flaschen normiert, Umsatz inkl. Sektsteuer und Alkoholsteuer (ohne MwSt.)